# Finlandia ai Giochi della XXXIII Olimpiade
La Finlandia ha partecipato ai Giochi della XXXIII Olimpiade, svoltisi a Parigi dal 26 luglio all'11 agosto 2024, con una delegazione di 57 atleti, 23 uomini e 34 donne, in 13 sport e 14 discipline.
I portabandiera alla cerimonia di apertura sono stati Eetu Kallioinen e Sinem Kurtbay.

## Delegazione
| Sport            | Uomini | Donne | Totale |
| ---------------- | ------ | ----- | ------ |
| Atletica leggera | 7      | 18    | 25     |
| Badminton        | 1      | 0     | 1      |
| Ciclismo         | 1      | 1     | 2      |
| Equitazione      | 1      | 5     | 6      |
| Golf             | 2      | 2     | 4      |
| Judo             | 2      | 0     | 2      |
| Lotta            | 2      | 0     | 2      |
| Nuoto            | 1      | 1     | 2      |
| Pugilato         | 0      | 1     | 1      |
| Skateboard       | 0      | 1     | 1      |
| Tiro             | 2      | 1     | 3      |
| Tiro con l'arco  | 1      | 0     | 1      |
| Vela             | 3      | 4     | 7      |
| Totale           | 23     | 34    | 57     |